# Jocotenango
Jocotenango är en kommunhuvudort i Guatemala.   Den ligger i departementet Departamento de Sacatepéquez, i den sydvästra delen av landet, 26 km väster om huvudstaden Guatemala City. Jocotenango ligger 1 546 meter över havet och antalet invånare är 17 918.
Terrängen runt Jocotenango är huvudsakligen kuperad. Jocotenango ligger nere i en dal. Runt Jocotenango är det mycket tätbefolkat, med 1 956 invånare per kvadratkilometer. Närmaste större samhälle är Mixco, 15,8 km öster om Jocotenango. I omgivningarna runt Jocotenango växer huvudsakligen savannskog.